# ماهیچه خم‌کننده مچ به زند زبرین
ماهیچه خم‌کننده مچ به زند زِبَرین یا عضله زند اعلایی قدامی (انگلیسی: Flexor carpi radialis muscle) ماهیچه‌ای دوکی‌شکل است که از روی فوق قرقره استخوان بازو شروع شده و به وسیله یک زردپی بلند بر روی قاعده دوم استخوان کف دستی به لبه استخوان سوم کف دستی چسبندگی پیدا می‌کند. این ماهیچه بجز خم کردن مچ دست موجب انحراف آن به سمت زند زبرین (رادیال) هم می‌شود.
خاستگاه آن فوق قرقره داخلی استخوان بازو، پیوندگاه آن، پایه استخوان دوم کف دست و لبه پایه استخوان سوم کف و عصب‌گیری‌اش از عصب میانی است. کارکرد آن خم کردن مچ دست و آبداکشن مچ دست است.
زردپی این ماهیچه در پایین به ابتدای استخوان کف‌دستی دوم چسبیده است.

## نگارخانه

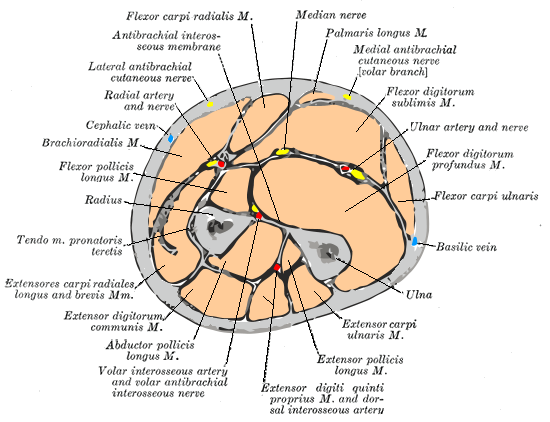
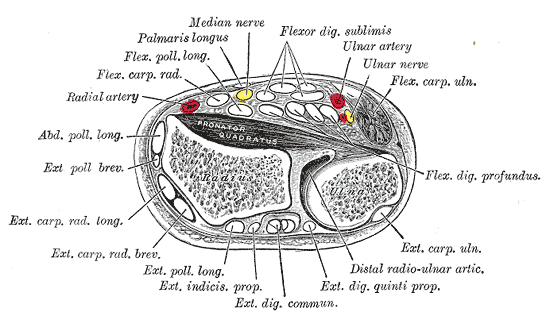
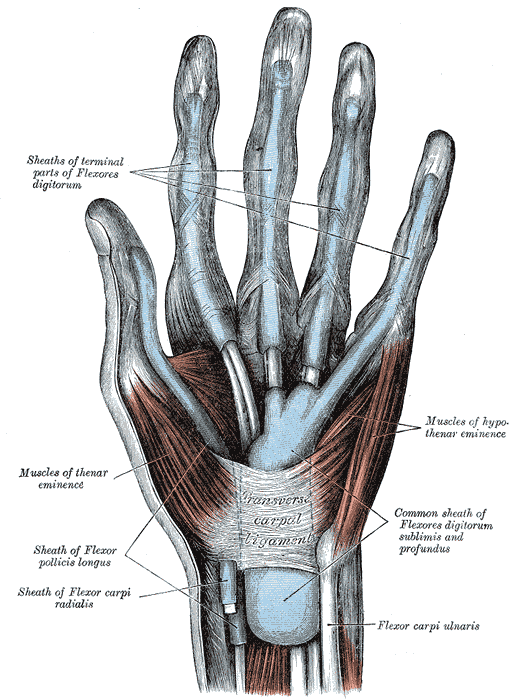
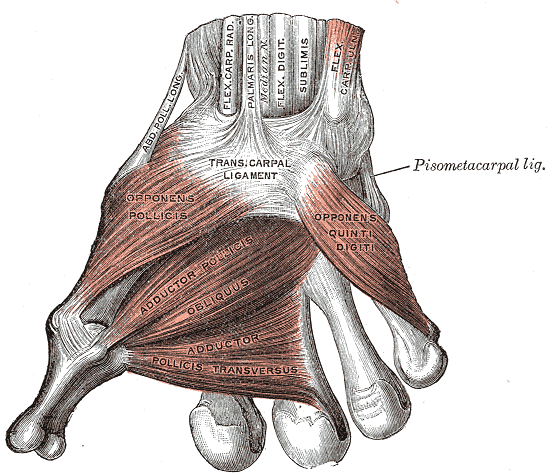
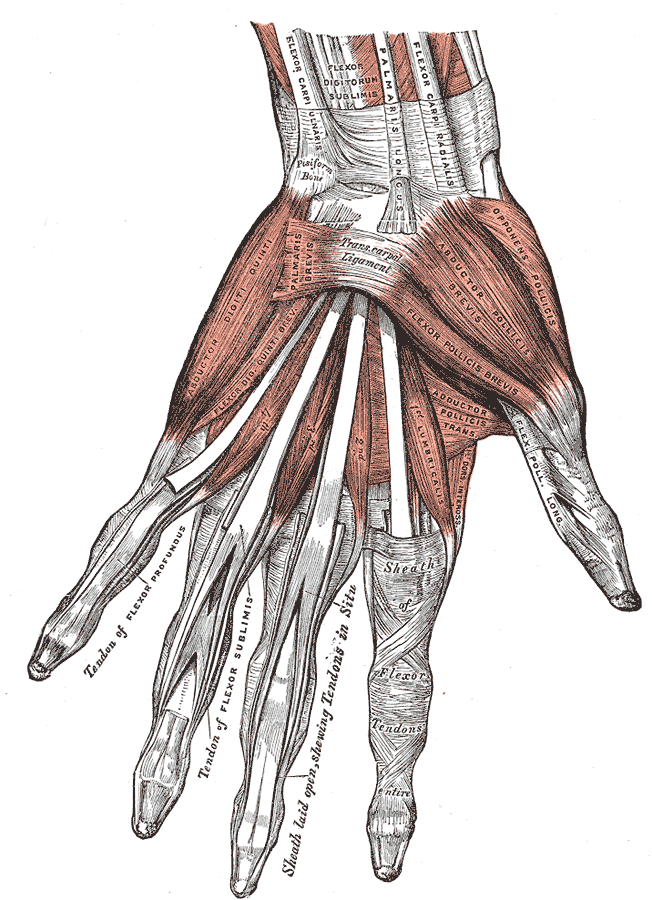
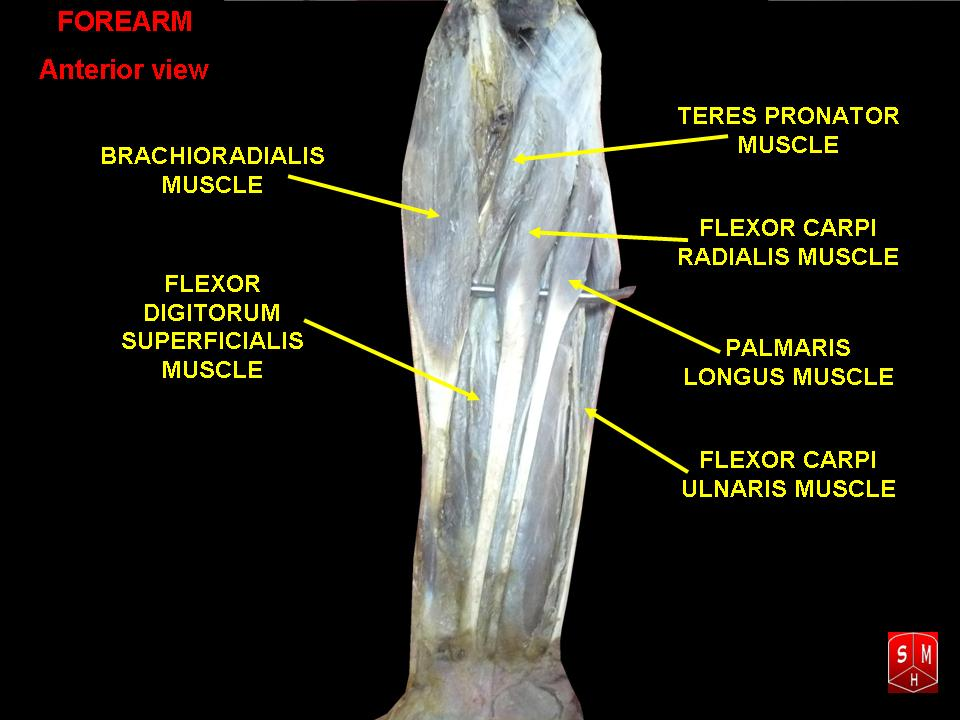